# Kom Gud med fred
Kom Gud med fred är en psalm vars text är skriven av Maggie Hammilton och är översatt till svenska av Anna Karin Hammar. Musiken är en melodi från Azande.
Musikarrangemanget i Psalmer i 2000-talets koralbok är gjort av Maggie Hammilton.

## Publicerad som
- Nr 849 i Psalmer i 2000-talet under rubriken "Människosyn, människan i Guds hand".